# Paraíso (daña)
«Paraíso (daña)» (estilizado como PARAÍSO (daña)) es un canción del cantante argentino Milo J, lanzado el 11 de julio de 2024 a través del sello Dale Play Records. El sencillo forma parte del álbum de estudio 166 del cantante ya mencionado.
El 19 de diciembre de 2024, Milo J publicaría la versión en vivo del sencillo, la que formaría parte de su álbum en vivo 18 (En Vivo Estadio de Morón). Sería publicada a YouTube y Spotify a través del sello Dale Play Records. La canción tendría una modificación en el nombre, quedando como PARAÍSO DAÑA (En Vivo Estadio de Morón).

## Antecedentes
A través de sus redes sociales, el cantante Milo J anunciaría el tracklist de su álbum de estudio 166, en el que destacaría la canción Paraíso (daña). El álbum fue lanzado el 11 de julio de 2024, incluyendo el tema anteriormente mencionado.

## Controversias

### Daña
A diferencia del resto de canciones del álbum, Paraíso (daña) tendría dos versiones, una subida a YouTube y la otra a Spotify. En la versión subida a YouTube, el tema tendría de nombre «Paraíso», mientras que en la versión subida a Spotify, el tema tendría de nombre «Paraíso (daña)». Esto se debe a que en la versión de Spotify, Milo J agregaría un interludio titulado «daña».
Para separar ambas versiones, el cantante agregó lo siguiente:

Decile a Milo J que god sos vos
Que nos vamo' a pega' una re drogada
Y que mañana no vas a poder ir ahí a trabajar, decile

Luego de este fragmento comenzaría daña.

### Trilogía

#### Paraíso
Para comenzar con la trilogía, tenemos a Paraíso, canción publicada en solitario a YouTube y, en conjunto de daña, a Spotify. 
Esta canción habla del supuesto vicio del artista a la tusi, droga de color rosado. Esto se puede ver en frases como: 

Hay brillo en tu mirar, magia que podría matarme
Esta noche el mal se hizo un arte
Sos toda de color rosa con aroma que es tarde
Bajo mi nariz sos confiable

Sos ese sueño fatal de antes
Sos a lo que mami dijo que no hay que acercarse
Peor que un registro akáshico, viaje astral
Iluminás, alucinás, solucionás, ilusionás

Paraíso, gramo y polvo
Hay más alrededor, pero sin vo' estoy solo

#### Daña
Siguiendo con la trilogía, tenemos a daña, canción publicada exclusivamente a Spotify.
Esta canción habla de la vida después de la fama del artista, y sus contras, aparte de su supuesto vicio a las drogas y las malas decisiones que ha tomado. Esto se puede ver en frases como:

Tengo una vida extraña y un bombón de España
Si me persigue la fame, es que aún acaricia y daña
Bien pero no tan bien
Si malgasto es que no se que hacer

Hoy desperté con dos cuerpos al amanecer
Por locuras del anochecer
Sigo pensando en porque ahora se siente tan raro vivir tan bien

Desperté a las 6:00, no veo la luz desde las 8:00
Entre a ese V.I.P. con ropa aesthetic y vocablo rocho
Se perdió jurisdicción del otro lado de mi cama
Desnudo en la mañana, pero no es por amor

Estoy en tal estado de soledad, que abrazar el pecado me encanta
Miro con ojos saltones a los girasoles de alguna bastarda
Una que otra bolsita cerrada de muy dudosa procedencia
La recepción con latencia, y el oído me hace tss-tss

Tanto como Paraíso como daña pertenecen al álbum de estudio 166.

#### Daña (Elvira)
Para terminar la trilogía, tenemos a Daña (Elvira), canción publicada a YouTube y Spotify.
Esta canción habla de la vida de fama del artista y como ha disfrutado esta. Esto se puede ver en frases como:

Yo tengo mis shows, tengo mis movidas
Van flexing los wachos, twerkeando las pibas

Bitch, ahora sí que me sigue la fame
No hay más, perra, soy un aval del respect
Money llegó, manifesté
Feliz, fetén, yo sí disfruté
Soy millonario porque me vendí
Pero no soy hip hop, ni tengo una chain

No fake zone, fake times, en la mira del boss
FaceTime por Latinoamérica
A tu puta ya le dí por los dos, flame pan
Si te gusta mi producto comprá

Tengo la pasta global pa' ser de los mejore', me aburrí de hacer trap, negro, quiero hacer folklore
'Tamo en Santiago, la banda tierra de cantore'
Soy amigo de los primos Carvajal, de la Sole

No me fronteen de disco', menos sus millone'
Porque no les da ni pa' llenar salones, párense y escuchen
Soy tan bueno que podría sacar el ego y restregarles mi dinero, como ellos en sus cancione'

Tengo la cuenta bancaria como pa' comprarme tres mansiones millonarias
Y que me sobre pa' un Porsche
Tengo el ego grande como el choto, pero nunca me mostré costoso
Nací con otros dote', a pata dura, data pura
Pa' esta altura, edad, calidad y cantida', no hay compe
Somo' prefectura audiovisual, la escena está con issues paternal
Si no ven más mi nombre

Esta canción pertenece al deluxe del álbum de estudio 166; 166 (deluxe) retirada.